# Univerzitet u Kairu
Univerzitet u Kairu (arap. جامعة القاهرة), poznat kao Egipatski univerzitet od 1908. do 1940, i Univerzitet kralja Fuada  od 1940. do 1952. godine, glavni je egipatski javni univerzitet. Njegov glavni kampus je u Gizi, neposredno preko puta Nila kod Kaira. On je osnovan 21. decembra 1908. Nakon što je bio smešten u raznim delovima Kaira, njegovi fakulteti, počev od Fakulteta umetnosti, osnovani su u današnjem glavnom kampusu u Gizi u oktobru 1929. godine. Kairski univerzitet je druga je po starosti visokoškolska ustanova u Egiptu nakon Univerziteta Al Azhar, ne računajući postojeće visoko profesionalne škole koje su kasnije postale sastavni fakulteti univerziteta. Ovu ustanovu je osnovao i finansirao kao Egipatski univerzitet odbor privatnih građana sa kraljevskim pokroviteljstvom 1908. godine, a postao državna institucija pod kraljem Fuadom I 1925. Godine 1940, četiri godine nakon njegove smrti, Univerzitet je u njegovu čast preimenovan u Univerzitet kralja Fuada I. Drugi put je preimenovan nakon Egipatske revolucije 1952. Univerzitet trenutno upisuje približno 155.000 studenata na 20 fakulteta i 3 institucije. Među svoje diplomce ubraja tri nobelovca i jedna je od 50 najvećih institucija visokog obrazovanja na svetu po broju upisanih.
Fakulteta inženjerskih nauka je 2006. godine počeo da primenjuje sistem kreditnih sati u specijalnostima: građevinsko inženjerstvo, računarski i telekomunikacioni inženjering. U 2007. godini razvijeno je više programa: mašinsko projektovanje, arhitektura, inženjering, građevinarstvo, tehnologija i petrohemijsko inženjerstvo. Sledeće 2008. godine uveden je program građevinskog inženjerstva. Godine 2009, sproveden je Inženjerski program za vodu i životnu sredinu.

## Istorija
Univerzitet je osnovan 21. decembra 1908. godine, kao rezultat napora da se uspostavi nacionalni centar za visoko obrazovanje. Nekoliko konstitutivnih koledža prethodilo je osnivanju univerziteta, uključujući Inženjerski koledž (arap. كلية الهندسة) 1816. godine, koji je egipatski i sudanski kediv Said Paša zatvorio 1854. godine. Univerzitet u Kairu osnovan je kao evropski-inspirisan građanski univerzitet, za razliku od verskog univerziteta Al Azhar, i postao je glavni autohtoni model za druge državne univerzitete. Godine 1928, prva grupa studentkinja upisala se na univerzitet.

### Osnivanje
Krajem 19. veka, egipatski intelektualci i javne ličnosti počeli su da pozivaju na osnivanje egipatskog institut visokog obrazovanja koji bi Egipćanima pružati moderno, profesionalno obrazovanje. Jermenski birokrata Jakub Artin prvi put je objavio referencu o osnivanju egipatskog univerziteta 1894. godine. U svom izveštaju je sugerisao da bi „postojeće više strukovne škole mogle biti osnova za univerzitet”. Te više škole uključivale su Školu menadžmenta i jezika, osnovanu 1868. godine (koja je postala Pravni fakultet 1886. godine), Školu za navodnjavanje i izgradnju (poznatu kao Inženjerska škola) 1866. godine, Dar al-Ulum 1872. godine, Poljoprivrednu školu iz 1867. godine i Školu antikviteta 1869.
Sirijski novinar Jurji Zajdan pozvao je 1900. u svom mesečnom časopisu Al-Hilal na „Egipatsku koledž školu“ (madrasu kulija misrijia). Za ovaj institut visokog obrazovanja on je pružio je dva modela: muhamedanski anglo-orijentalni koledž u Aligaru u Indiji, koji je pružao obrazovanje u zapadnom stilu na engleskom jeziku, ili Sirijski protestantski koledž (danas Američki univerzitet u Bejrutu) u Bejrutu, kojim upravljaju američki misionari. Nova škola bi pružila alternativu studentskim misijama u Evropi započetim pod Muhamad Alijem. Kontroverze oko Zaidanovih publikacija kasnije će ga sprečiti da preuzme nastavničko mesto na Univerzitetu. Brojni drugi istaknuti Egipćani odigrali su ulogu u osnivanju univerziteta. Kolekcija velikih zemljoposednika, birokrata, članova kraljevske porodice i novinara, advokata i školskih učitelja, uključujući Mustafu Kamila, učenike Muhameda Abduha kao što su Kasim Amin i Saad Zaglul i na kraju Kedive Abas II i princ Ahmad Fuad I su se uključili. Kako piše Donald M. Rid, „rojalistički partizani su naglasili Fuadovu osnivačku ulogu, vatanisti su istakli poziv Mustafe Kamila za osnivanje univerziteta, a vafdisti su naglasili doprinos Saada Zaglula, Muhamada Abduha i Kasima Amina”.
Bogati Egipćani su počeli da samostalno zalažu sredstva za osnivanje univerziteta već 1905. Nakon Denšavajskog incidenta, Mustafa Kamil al-Gamravi, bogati ugledni građanin iz Beni Suefa, založio je 500 egipatskih funti za univerzitet u septembru 1906. Mustafa Kamil je objavio poziv za dodatna sredstva, dok su Saad Zaglul i Kasim Amin organizovali sastanak kojem su prisustvovali Muhamad Farid i još 23 istaknuta Egipćana. Učesnici sastanka su osnovali odbor sa Zaglulom kao potpredsednikom i Aminom kao sekretarom, a svi osim trojice su se obavezali da doniraju najmanje 100 egipatskih funti univerzitetu. Međutim, raskol se brzo pojavio između vatanista, učenika Abduha i rojalista, ostavljajući projekat u rukama Palate. Do vremena osnivanja 1908. godine, princ Fuad I bio je rektor i u odboru je ostao samo jedan od ljudi koji su se sastali 1906. godine.

### Izazovi do osnivanja
Britanci, posebno Lord Kromer, kontinuirano su se protivili osnivanju takvog univerziteta. Samo godinu dana nakon njegovog odlaska iz Egipta, pod ser Eldonom Gorstom, konačno je uspostavljen Egipatski univerzitet. Egipatski obrazovni sistem ostao je izuzenot nerazvijen pod britanskom vlašću. Dve decenije nakon okupacije, obrazovanje je dobijalo manje od 1 odsto državnog budžeta. Kromer je javno izjavio da besplatno javno obrazovanje nije odgovarajuća politika za naciju kao što je Egipat, iako su nađena sredstva za obnavljanje pravnog fakulteta u Kairu, tako da Egipćani nisu morali da odlaze u inostranstvo da bi stekli pravne diplome za vreme ser Džona Skota kao Sudskog savetnika Kediva. Donald M. Rid pretpostavlja da je to bilo zbog straha da će obrazovanje u evropskom stilu stvoriti političke nemire ili podstaći protivljenje britanskoj vladavini. Kromer se takođe usprotivio pružanju finansijske pomoći univerzitetu nakon što je privatni komitet počeo da se bavi tim pitanjem nezavisno od Britanaca.
U svojim ranim godinama univerzitet nije imao kampus, već je oglašavao predavanja u štampi. Predavanja bi se održavala u raznim palatama i konferencijskim salama. Nakon svečane ceremonije otvaranja 1908. godine, nekoliko godina je ostao na finansijskim nesigurnim osnovama, gotovo se urušivši tokom Prvog svetskog rata. Po osnivanju 1908. godine, Egipatski univerzitet imao je ženski odeljenje, ali je ono zatvoreno 1912. Žene su bile ponovo primljene na fakultet umetnosti 1928.
Problemi tokom ovog perioda takođe su uključivali nedostatak stručnog osoblja koje bi ispunilo obrazovnu viziju osnivača. Jednostavno nije bilo Egipćana sa doktorskim diplomama, sposobnošću predavanja na arapskom jeziku i poznavanjem zapadne literature u svojim oblastima sa kojima bi mogli popuniti profesorska mesta. Stoga su evropski orijentalisti koji su predavali na klasičnom arapskom popunili mnoga mesta do 1930-ih. Univerzitet je takođe poslao svoje studente u obrazovne misije kako bi stekli potrebnu obuku. Prvo je univerzitet angažovao Italijane Karla Nalina, Davida Santilanu i Ignacija Guidija, zbog veza kralja Fuada I sa Italijom. Nakon odlaska Italijana nakon invazije na Libiju, francuski orijentalisti Gaston Viet i Luj Masinjon zauzeli su funkcije na fakultetu. Nemci i Britanci su bili manje zastupljeni.
Godine 1925, univerzitet je ponovo osnovan i proširen kao državna institucija pod vodstvom Fuada I. Koledž liberalnih umetnosti (kulijat al-adab) iz 1908. godine pridružen je pravnoj i medicinskoj školi i dodat je novi naučni fakultet. Ahmed Lutfi al-Saijid postao je prvi predsednik.

## Fakulteti
- Fakultet tehničkih nauka
- Medicinski fakultet
- Fakultet za računarstvo i informacione sisteme
- Farmakološki fakultet
- Poljoprivredni fakultet
- Prirodno-matematički fakultet
- Fakultet za ekonomiju i političke nauke
- Fakultet za masovne komunikacije
- Arheološki fakultet
- Fakultet umetnosti
- Fakultet za privredu
- Fakultet za specijalizovano obrazovanje
- Fakultet za bolničku negu
- Pravni fakultet
- Fakultet za fizioterapiju
- Fakultet za oralnu i stomatološku medicinu
- Veterinarski fakultet
- Fakultet Dar El-Ulum
- Pedagoški fakultet
- Fakultet za regionalno i urbano planiranje[4]

## Rangiranje
Univerzitet u Kairu je obično rangiran među vodećim univerzitete u Egiptu i jedan od najboljih univerziteta u Africi.
Na QS rangu 2021. godine, Univerzitet u Kairu rangiran je na 2. mestu u Egiptu i na 6. mestu širom Afrike, a u svetu je svrstan među 561-570.
Na rang listi ARVU 2020, univerzitet je zauzeo 1. mesto u Egiptu. Bio je rangiran među 401-500 širom sveta

## Struktura
Univerzitet u Kairu uključuje Pravni i Medicinski fakultet. Medicinska škola, poznata i kao Kasr Alajni (arap. القصر العيني, Kasr-el-'Ajni), bila je jedna od prvih medicinskih škola u Africi i na Bliskom Istoku. Prvu zgradu poklonio je Alajni paša. Od tada je došlo do velike ekspanzije. Prvi predsednik Univerziteta u Kairu, tada poznatog kao Egipatski univerzitet, bio je profesor Ahmed Lutfi el-Sajed, koji je služio od 1925. do 1941. godine.

## Nova Centralna biblioteka
Nova Centralna biblioteka je planirana.

## Literatura
- Reid, Donald Malcolm. Cairo University and the Making of Modern Egypt. Cambridge: Cambridge UP, 1990. Print.
- Reid, Donald Malcolm (1987). „Cairo University and the Orientalists.”. International Journal of Middle East Studies. 19 (1): 51—75. doi:10.1017/S0020743800031652.. Print.
- Cairo University (English) جامعة القاهرة (Arabic) جامعة القاهرة
- „2003 Honorary Degree”. Purdue University. Приступљено 23. 7. 2019.
- Rizk, Yunan Labib. „Al-Ahram Weekly | Chronicles | Lady lawyer”. weekly.ahram.org.eg. Архивирано из оригинала 2016-10-02. г. Приступљено 2016-09-29.
- „Profile: Ayman al-Zawahiri”. BBC News. 13. 8. 2015.</ref><ref>„A closer look at Ayman al-Zawahiri”. The Washington Post.